# Musea Records
Musea Records (slogan: Les classiques du futur, Frans voor "De klassiekers van de toekomst") is een Franse non-profit platenlabel, opgericht in 1985 door Francis Grosse en Bernard Gueffier in Dombasle-sur-Meurthe, gespecialiseerd in progressieve rock.  Musea fungeert ook als distributeur voor aangesloten kleinere labels en exploiteert een online shop. De term "Musea" staat voor de catalogus van artiesten en bands die worden uitgegeven en geproduceerd. In 1996 verhuisde Musea Records zijn hoofdkwartier naar Metz.

## Geschiedenis
Grosse en Gueffier ontmoetten elkaar in 1981 op een festival in Reims. Gueffier wist Grosse over te halen om te schrijven voor zijn muziekfanzine "Notes", dat voornamelijk gewijd was aan de toenmalige onmodieuze stromingen in de muziek. Het jaar daarop begonnen zij met het samenstellen van een discografie van Franse uitgaven van progressieve rock, folk, fusion en elektronische muziek, die in 1984 verscheen onder de titel La Discographie du Rock Français. De eerste uitgave bevatte een compact cassette met onuitgebrachte tracks van Troll, Uppsala, Eskaton en andere bands waarvan de albums moeilijk te verkrijgen waren door slecht of geheel ontbreken van muziekbeheer. Het boek was zo succesvol dat, nadat de eerste druk snel uitverkocht was, een tweede herziene druk verscheen in 1986 en een derde volledig herziene druk in 1994. In 2000 publiceerde Musea ook de Encyclopédie Des Musiques Progressives van Jean-Louis Lafiteau.
Gueffier en Grosse ontdekten dat de meeste musici die in deze impopulaire stijlen werkten, werden afgewezen door een commercieel systeem dat alleen geïnteresseerd was in maximale en onmiddellijke winst.

[…] in the 80’s, I observed that all record companies forgot about Progressive Rock and turned to more profitable styles such as Punk or New Wave. I found particularly inacceptable that any music style may be condamned only for profit reasons.([…] in de jaren 80 stelde ik vast dat alle platenmaatschappijen de Progressieve Rock vergaten en zich richtten op meer winstgevende stijlen zoals Punk of New Wave. Ik vond het bijzonder onaanvaardbaar dat om het even welke muziekstijl alleen uit winstbejag werd veroordeeld.)
— Record Collectors Europe, interview met Bernard Gueffier, juni 2014

Het werd Gueffier en Grosse dan ook snel duidelijk dat de oplossing alleen maar kon zijn om deze muziek als zelfproduktie te moeten distribueren. Een ander aspect kwam naar voren: Aangezien zij door de ontwikkeling van de discografie in contact kwamen met vele artiesten en tegelijkertijd de vraag naar albums van juist deze artiesten bij vele lezers toenam, voelden de twee zich geïnspireerd om een platenmaatschappij op te richten. In november 1985 richtten Gueffier en Grosse dan Musea Records op.
De eerste activiteit was het verzamelen van de voorraad niet gedistribueerde albums van Franse artiesten op het gebied van progressieve rock, jazz-rock/fusion en nieuwe muziek. De publicatie van een catalogus maakte het mogelijk ze zowel aan particulieren als aan de groothandel in Frankrijk en daarbuiten te verkopen. Deze catalogus omvatte destijds een honderdtal titels en bestond hoofdzakelijk uit eigen produkties die verzamelobjecten werden: DÜN, Falstaff, Synopsis, Eider Stellaire, Nuance waren enkele van de eerste bands die hun albums op deze manier verkochten.
Vervolgens, in maart 1986, begon Musea zijn eigen productie met het album Jeux De Nains van Jean-Pascal Boffo. Stilistisch leek het album op sommige stukken van Steve Hackett. Vanaf het begin was Musea erop gebrand om elk album te behandelen als een volledig werk, waarbij muziek, cover, concept en teksten deel moesten uitmaken van een samenhangend geheel. Een van Musea's grootste successen was het opnieuw uitbrengen van lang vergeten albums van groepen als Sandrose, Pulsar, Arachnoid of Acyntia, die behoren tot de mijlpalen van de Franse progressieve rockgeschiedenis.
In het begin van de jaren tachtig werd het Cd-formaat geïntroduceerd. Musea had voorheen alleen vinyl albums uitgebracht, maar in 1987 besloten zij ook op Cd te gaan produceren. Aangezien het formaat van de Cd-doos niet dezelfde ontwerpmogelijkheden bood als de vinylalbums, besloten de oprichters van het label, samen met een inmiddels uitgebreid personeelsbestand, uitgebreide boekjes te maken met een schat aan informatie, teksten en foto's van de respectieve artiesten.
Originele mastertapes werden ook vaak gerestaureerd en uitgebracht met extra, niet eerder uitgebracht materiaal. Een typisch voorbeeld is het Neuschwanstein album Alice in Wonderland uit 2008, dat oorspronkelijk alleen als demo-cassette verkrijgbaar was. De cassette werd zorgvuldig ge-engineerd tot een aanvaardbaar geluidsniveau en uitgebracht als Cd samen met een uitgebreid boekje. Een ander voorbeeld van de inspanningen van Musea om verloren materiaal te doen herleven is het album Vermod van de Zweedse band Anekdoten. Aanvankelijk zelf geproduceerd, werd het album vervolgens opgekocht door het Japanse label Arcàngelo en van een geluidsverbetering voorzien. De oplage was echter vrij klein en verdween snel van de markt. Musea bood de band later aan om de originele mastertapes op te waarderen tot een geluidsniveau dat vergelijkbaar is met dat van de Japanse uitgave.
Musea's reputatie om de verloren schatten van de progressieve rock weer aan het licht te brengen, heeft zich nu tot ver buiten Frankrijk verspreid. Artiesten van over de hele wereld contacteerden Musea om hun eigen projecten via dit label uit te brengen. Omdat het niet alleen om progressieve rock ging, werden sublabels opgericht: bv. in 1988 "Musea Parallèle", gewijd aan jazzrock/fusionmuziek, en in 1994 "Brennus Music", dat zich richtte op heavy metal. Andere sublabels voor de meest uiteenlopende muziekgenres zouden nog volgen: Angular Records (Neo-Prog), Gazul (Nieuwe Muziek), Ethnea (Folk en Wereldmuziek), Dreaming (Elektronische muziek en New Age), Bluesy Mind (Bluesrock) en vele anderen.
De historische herwerking van talrijke oudere, meestal uitverkochte producties had ook belangstelling van buitenlandse labels, die licentieovereenkomsten met Musea sloten om bepaalde titels uit de Musea-catalogus in hun respectieve landen uit te brengen, zoals Zuid-Korea, Japan of zelfs Rusland. Maar het systeem werkte ook in omgekeerde richting: Musea konden licenties verwerven van buitenlandse bedrijven om deze in Europa te kunnen uitgeven. Uitstekende voorbeelden hiervan zijn de Pink Floyd tributealbum Pigs And Pyramids (2002) onder leiding van Billy Sherwood (ex-Yes) of ook het comeback album Focus 8 van Focus. Ook de Procol Harum albums uit de jaren 1970 werden ook heruitgebracht door Musea in digipak formaat.
De heruitgave van oudere albums van de Zweedse band Kaipa verdient een speciale vermelding. De heruitgaven verkochten zo goed dat het de band inspireerde om in 2000 opnieuw te formeren.
Musea produceert echter niet alleen groepen en individuele artiesten, maar ondersteunt hen ook bij live-evenementen. Zo nam het label van 1994 tot 2000 deel aan "ProgFest", het oudste en bekendste progressieve rockfestival in de Verenigde Staten. Opnamen van dergelijke live-optredens werden ook opgenomen en uitgebracht. Sinds 1997 zijn er deelnames geweest aan de "BajaProg" in Mexicali bij San Diego (USA), of het "NEARfest" (USA), de "Prog'Sud" (Frankrijk) en het "Rio ArtRock Festival" (Brazilië).

## Bands
Musea publiceerde of publiceert, onder andere. Albums van de volgende muzikanten en bands:
- Abacus
- Anekdoten
- Ange
- Argos
- Ars Nova
- Daimonji
- Christian Décamps
- Eider Stellaire
- Flor de Loto
- Gerard
- Happy The Man
- Jack Dupon
- Kaipa
- Kotebel
- Landberk
- Lazuli
- Minimum Vital
- Motoi Sakuraba
- Neuschwanstein
- Procol Harum
- Pulsar
- Quidam
- Ritual
- Sebastian Hardie
- Sebkha-Chott
- Shades of Dawn
- Shub-Niggurath
- Soft Machine
- Solar Project
- Témpano
- Terpandre
- Trace
- Rick Wakeman
- Weidorje
- Zao
- Zello
- XII Alfonso